# هيتومي كاتاياما
هيتومي كاتاياما (بالكانا:かたやま ひとみ) هي عارضة وعارضة أزياء وممثلة يابانية، ولدت في 22 سبتمبر 1980 بفوكوكا في اليابان.

## وصلات خارجية
- هيتومي كاتاياما على موقع IMDb (الإنجليزية)
- هيتومي كاتاياما على موقع قاعدة بيانات الفيلم (الإنجليزية)